# Собор Пресвятої Трійці (Червона Слобода)
Свято-Троїцька церква — храм ПЦУ в селі Червона Слобода Черкаського району Черкаської області, розташований за адресою вул. Свято-Троїцька, 1.

## Загальні відомості
Собор належить релігійні організації «ПАРАФІЯ ХРАМУ ПРЕСВЯТОЇ ТРОЇЦІ УКРАЇНСЬКОЇ АВТОКЕФАЛЬНОЇ ПРАВОСЛАВНОЇ ЦЕРКВИ» (код ЄДРПОУ 26043225)

## Керуючі парафією
| № | Дата              | Керівник (в миру)               | Титул правлячого архієрея                                |
| - | ----------------- | ------------------------------- | -------------------------------------------------------- |
| 1 | з 19 липня 1996   | Ігор Мирославович Савчук        | Іларіон (Савчук), єпископ Черкаський і Кіровоградський   |
| 2 | з 26 вересня 2015 | Двірник Віталій Георгійович     | Віталій (Двірник), протоієрей                            |
| 3 | з 27 липня 2016   | Василенко Олександр Миколайович |                                                          |
| 4 | з 22 серпня 2016  | Двірник Віталій Георгійович     | Віталій (Двірник), протоієрей                            |
| 5 | з 6 вересня 2016  | Шкурупій Володимир Михайлович   | Афанасій (Шкурупій), архієпископ Харківський і Ізюмський |

## Події
на території Свято-Троїцької церкви похований єпископ Черкаський і Кіровоградський Іларіон (Савчук). Відспівування відбулося 28 вересня 2015 року, чин похорону відправив Блаженніший митрополит Макарій (Малетич) у співслужінні архієреїв та священства УАПЦ. 
19 березня 2017 року, Хрестопоклонної неділі, високопреосвященний Афанасій (Шкурупій), архієпископ Харківський і Ізюмський, керуючий Черкаською і Кіровоградською єпархією, після звершення Божественної літургії разом із вірянами Свято-Троїцької парафії, встановив та освятив поклонний хрест на виділеній земельній ділянці під будівництво ще одного храму в с. Червона Слобода під Черкасами.
8 квітня 2018 року, Пасхальної ночі високопреосвященний Афанасій (Шкурупій), архієпископ Харківський і Полтавський, керуючий Черкаською і Кіровоградською єпархією, очолив святкове богослужіння в кафедральному храмі Пресвятої Трійці в с. Червона Слобода під Черкасами. Спільно з владикою Афанасієм служили ігумен Антоній (Бондарець) та ієрей Віталій Сєдов.
28 травня 2018 року, в день Святого Духа, Свято-Троїцька парафія с. Червона Слобода на Черкащині святкує престольне свято свого храму. Цього дня високопреосвященний Афанасій, архієпископ Харківський і Ізюмський, керуючий Черкаською і Кіровоградською єпархією, очолив святкове богослужіння.
19 січня 2020 року Афанасій, архієпископ Харківський і Ізюмський, спільно з духовенством, звершив чин Великого освячення води на Дніпрі в районі Центрального пляжу с. Червона Слобода. На завершення владика Афанасій окропив усіх присутніх свяченою водою.

## Звернення, промови, доповіді, служби
- Архієпископ Харківський і Полтавський, керуючий Черкаською і Кіровоградською єпархією Афанасій [Архівовано 29 липня 2017 у Wayback Machine.]

- 05.06.2017 \ Дух Святий — джерело життя [Архівовано 18 липня 2017 у Wayback Machine.]

- 05.06.2017 \ Духовенство Черкащини звершило спільну молитву із правлячим архієреєм Владикою Афанасієм [Архівовано 25 липня 2017 у Wayback Machine.]
- 19.03.2017 \ На Черкащині постане ще один храм УАПЦ [Архівовано 29 липня 2017 у Wayback Machine.]
- 19.01.2017 \ Архієпископ Афанасій на свято Богоявлення відвідав кафедральну громаду Черкасько-Кіровоградської єпархії УАПЦ [Архівовано 17 лютого 2017 у Wayback Machine.]

- 16.04.2012 \ Пасхальне послання єпископа УАПЦ Іларіона
- 25.04.2011 \ Пасхальне послання Преосвященного Іларіона
- 14.10.2010 \ Людям потрібні помірковані лідери [Архівовано 3 квітня 2019 у Wayback Machine.]